# Gūrak Mazār Ḩoseynī
Gūrak Mazār Ḩoseynī (persiska: مزار حسینی, Mazār Ḩoseynī, گورک مزار حسینی) är en ort i Iran.   Den ligger i provinsen Bushehr, i den centrala delen av landet, 800 km söder om huvudstaden Teheran. Gūrak Mazār Ḩoseynī ligger 14 meter över havet och antalet invånare är 311.
Terrängen runt Gūrak Mazār Ḩoseynī är platt. Runt Gūrak Mazār Ḩoseynī är det ganska glesbefolkat, med 40 invånare per kvadratkilometer. Närmaste större samhälle är Bushehr, 20,0 km väster om Gūrak Mazār Ḩoseynī. Trakten runt Gūrak Mazār Ḩoseynī är ofruktbar med lite eller ingen växtlighet.